# War Story
War Story (brː História de Guerra) é um filme estadunidense de drama dirigido por Mark Jackson, que anteriormente dirigiu Without (2011). O filme conta com os atores Catherine Keener, Hafsia Herzi e Ben Kingsley. Roteiro é por Kristin Gore, música de Dave Eggar, Chuck Palmer e Amy Lee, e cinematografia por Reed Morano.
O filme teve sua estreia mundial no Festival de Cinema de Sundance em 19 de janeiro de 2014. O filme foi mais tarde exibido no Festival Internacional de Cinema de Rotterdam em 2014.

## Enredo
Lee, uma fotógrafa de guerra, vai para a Sicília em vez de voltar para casa em Nova York, para esquecer que foi feita refém na Líbia. Na Sicília, ela cruza o caminho com o seu antigo amante e mentor Albert e tenta ajudar Hafsia, uma jovem tunisiana migrante, a fugir para a França.

## Elenco
- Catherine Keener como Lee
- Hafsia Herzi como Hafsia
- Ben Kingsley como Albert
- Donatella Finocchiaro como Daria
- Vincenzo Amato Filippo

## Trilha sonora
A música para o filme foi escrita e composta por Amy Lee, vocalista da banda de rock norte-americana Evanescence, e Dave Eggar. O álbum da trilha sonora foi lançado em 25 de agosto de 2014.

## Recepção
War Story recebeu um misto de respostas negativas dos críticos, com uma classificação de 45% no Rotten Tomatoes. Todd McCarthy, em sua crítica para o The Hollywood Reporter, elogiou o filme ao dizer que é "um estudo da personagem atraente e muito bem filmado de uma fotógrafa de zona de guerra em conflito pessoal". Mark Adams do Screen International elogiou o filme ao dizer que é "uma drama densa e tensa, um estudo de transtorno de estresse pós-traumático que, no seu melhor, é extremamente tenso e pesado com tristeza". Chris Michael, em sua crítica para o The Guardian, classificou o filme com três estrelas e disse que "Catherine Keener transpira angústia obscura na narrativa de Mark Jackson sobre a experiência de um imigrante na Europa".

## Elogios
| Ano  | Prêmio                                       | Categoria   | Destinatário | Resultado |
| ---- | -------------------------------------------- | ----------- | ------------ | --------- |
| 2014 | Festival Internacional De Cinema De Roterdão | Tiger Award | Mark Jackson | Nominado  |